# El Capitán Trueno y el Santo Grial
El Capitán Trueno y el santo grial és una pel·lícula espanyola que es va estrenar en 2011. És una adaptació del famós còmic espanyol El capitán Trueno, de gran popularitat a Espanya en els anys 1960 —edicions en blanc i negre— i també en els anys 1980 —edicions en color. Va ser dirigida per Antonio Hernández i els papers protagonistes van ser a càrrec de Sergio Peris-Mencheta i Natasha Yarovenko. La pel·lícula va tenir una recepció discreta en taquilla i en general va rebre males crítiques.

## Antecedents
Abans d'aquest projecte, va haver-hi uns altres amb la intenció de portar al Capitán Trueno del còmic a la pantalla gran, però per diversos problemes no van fructificar:
A la fi del segle xx, el director Joan Piquer i Simón no va veure consumar la seva idea de portar al Capità Trueno al cinema degut a les crítiques que va sofrir el seu projecte o a la falta de pressupost. En una entrevista el mateix Piquer va explicar que ja havien redactat el guió i que el protagonista hauria estat Michael Paré.
En 2000, Juanma Bajo Ulloa va escriure un guió i el va lliurar a Filmax. Les desavinences —el pressupost original consensuat ascendia als 5'5 milions de dòlars i pel que sembla s'anaven retallant a mesura que avançava el projecte, sense comptar amb el consentiment del propi Bajo Ulloa— van provocar la cancel·lació de la pel·lícula. Malgrat tot l'any 2000 va arribar a ser presentada al Festival Internacional de Cinema de Sant Sebastià. Es diu que va poder deure's a un possible intent de Bajo Ulloa de «actualitzar moralment al personatge» i arrabassar-li la seva característica ingenuïtat, «mostrant el seu costat més fosc», la qual cosa no hauria agradat a Filmax; a això s'haurien sumat de nou problemes amb el pressupost, amb el que el projecte acabaria anant-se'n en orris l'any 2001.
Filmax va conservar el guió de Ulloa i en 2004 va cedir els drets a Alejandro Toledo, que provenia de la publicitat i els videoclips; la pel·lícula va arribar a presentar-se aquesta vegada al Festival de Canes, però no obstant això el projecte no va seguir endavant.
Quan es va extingir el contracte entre Víctor Mora i Filmax, va aparèixer Pau Vergara —fundador de Maltés Producciones en 2002— qui havia produït alguns documentals i estava interessat a realitzar el seu primer llargmetratge, en aquest cas sobre el personatge més emblemàtic del còmic espanyol. El desembre de 2006 va signar el contracte amb el creador i propietari dels drets d'autor, Víctor Mora, a través del qual s'establia la possibilitat de dirigir la pel·lícula, durant un període de vigència dels següents tres anys. De conformitat amb les clàusules d'aquest contracte (i sent pròxima la seva expiració), s'havia de realitzar la pel·lícula en 2010, per a això va ser designat —provisionalment— Pau Vergara com a director.

## Producció i rodatge

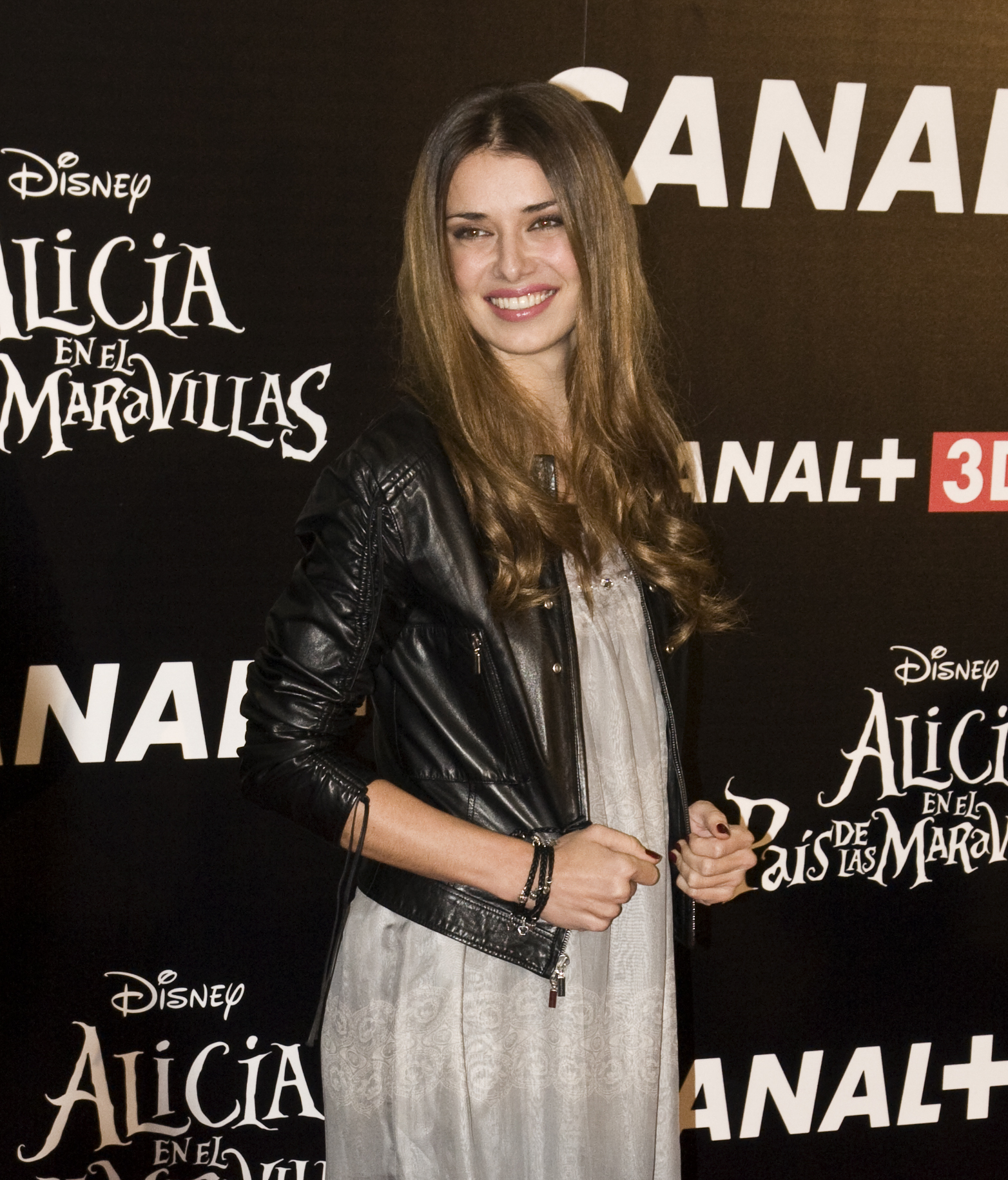
L'actriu Natasha Yarovenko va substituir Elsa Pataky en el paper de Sigrid

En abril de 2010 es va encarregar la direcció del film a Daniel Calparsoro, però finalment la tasca de direcció va recaure sobre Antonio Hernández i el guió va ser elaborat per Vergara. Els tres rols principals de la pel·lícula es van encomanar, en un primer moment, a Álex González com Trueno i Elsa Pataky com Sigrid. No obstant això, poc abans del començament del rodatge, i a causa dels seus compromisos a Los Angeles relacionats amb el rodatge de Fast & Furious 5, es va produir la defecció de l'actriu Elsa Pataky, el personatge de la qual aniria finalment a les mans de la jove actriu ucraïnesa Natasha Yarovenko. D'altra banda, el paper del Capitán Trueno va acabar sent pres per l'actor Sergio Peris Mencheta.
El rodatge va començar el 16 d'agost de 2010 a El Escorial (Madrid) i es va prolongar fins a finals de novembre en diverses localitzacions: Baños de la Encina (Jaén), Aldea del Rey (Ciudad Real), Lagunas de Ruidera (Albacete), cova de las Palomas de Iàtova, cueva Turche de Bunyol, Abantos, Xulilla i platja de l'Ahuir de Gandia (València), Saladar d'aigua amarga d'Elx i Ciutat de la Llum a Alacant.
De la distribució es va encarregar la filial de Walt Disney a Espanya, Walt Disney Motion Pictures Iberia. Va comptar així mateix amb la participació de Televisió Espanyola, Canal+, el Ministeri de Cultura d'Espanya a través de l'ICO i la Generalitat Valenciana a través del Institut Valencià de l'Audiovisual i de la Cinematografia (IVAC).

## Crítiques
L'estrena de la pel·lícula es va produir el 7 d'octubre de 2011, encara que no va ser ben rebut per la crítica. El País va qualificar a la pel·lícula com una «deforme insensatesa», assenyalant a més la sobreactuació de molts dels membres de l'elenc, del qual només salva a Peris-Mencheta. A Cinemanía va ser titllada com una «pel·lícula catastròfica», a més de destacar uns «lamentables» efectes especials, les males interpretacions i una inadequada coreografia de les seqüències d'acció. A Fotogramas s'esmenta que ja des de l'inici la pel·lícula «transmet una sensació de producte mort», encara que li concedeix cert interès per als afeccionats al còmic. Enrique González Macho, el president de la Acadèmia de les Arts i les Ciències Cinematogràfiques d'Espanya, va descriure a la pel·lícula com un «pestiño» en comparació amb una altra estrena de pel·lícula de 2011 basat en una historieta, Les aventures de Tintín: El secret de l'Unicorn, declaracions que van generar una forta rèplica per part de la productora de la pel·lícula, la qual va arribar a demanar fins i tot la dimissió de González Macho en cas de no rectificar.

## Sinopsi
El capità Trueno és un cavaller espanyol en temps de la Tercera Croada que, al costat dels seus amics Goliath i Crispín i la seva promesa Sigrid, es dedica a recórrer el món a la recerca d'aventures.

## Repartiment
El repartiment de la pel·lícula és el següent:
- Sergio Peris-Mencheta com el capitán Trueno.
- Natasha Yarovenko com Sigrid.
- Manuel Martínez com Goliath.
- Adrián Lamana com Crispín.
- Alejandro Jornet com Morgano.
- Gary Piquer com sir Black.
- Asier Etxeandia com Hassan.
- Jennifer Rope com Ariadna.[n. 1]
- Emilio Buale com Gentián.
- Roberto Álvarez com Martín.
- Jon Bermúdez com Txerran.
- Xavier Murua com Jador.
- Ramón Langa com Al Kathara.
- Antonio Chamizo com Adelbert.
- Jorge Galeano com Saturno.
- Natalia Rodríguez Arroyo com Venus